# Skottår

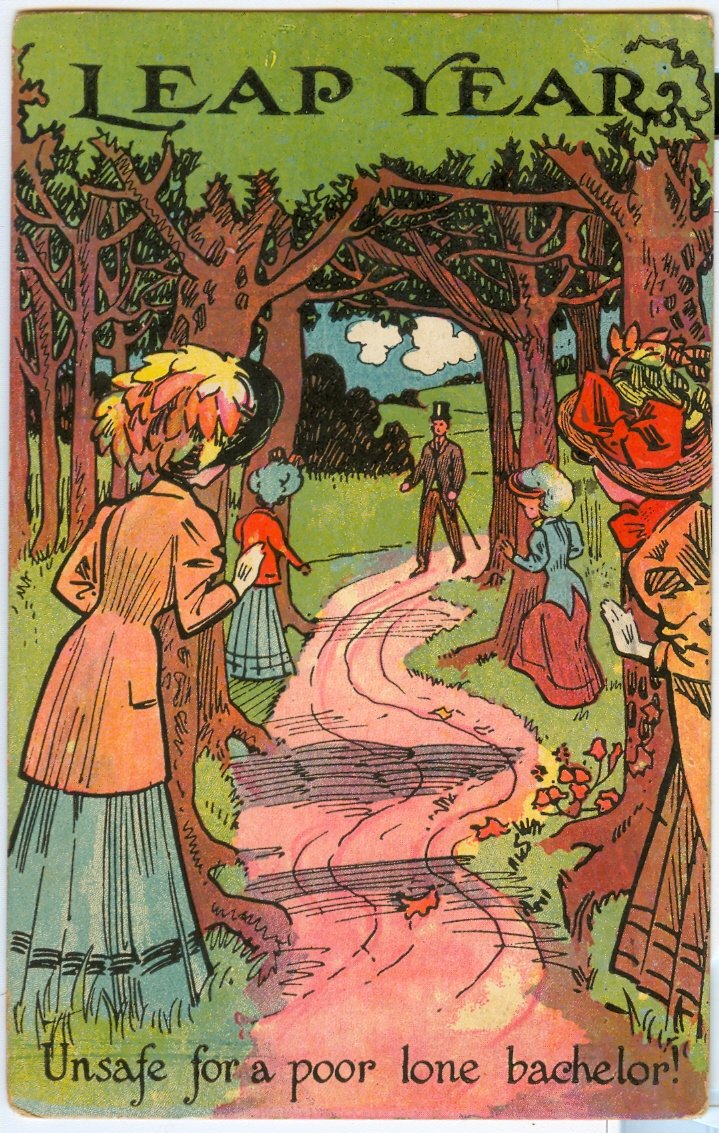
Ett vykort från 1908 med texten "Skottår / Osäkert för en stackars ensam ungkarl!"

Ett skottår är ett år med fler dagar än normalt. I den julianska och gregorianska kalendern förlängs året med en skottdag, som (numera) läggs till i februari månad. I lunisolarkalendrar som judiska, babyloniska och den gamla romerska kalendern innebär skottår att året har en extra månad – skottmånad.
Skottår är ett sätt att hålla kalenderåret i takt med det astronomiska året. Eftersom ett tropiskt år (årstidsår) är 365,2421875 dygn långt kan inte ett år med 365 dagar ständigt användas i kalendern, inom loppet av 100 år skulle då årstider, datum för solstånd och dagjämningar med mera nämligen förskjutas mer än 24 dagar i kalendern. Genom att (med vissa undantag, se nedan) vart fjärde år öka årets längd med en extra dag kan kalendern hållas någorlunda i fas med årstiderna. Ordet skott betyder "något som skjutits in".

## Gregorianska kalendern
I den allmänna västerländska tideräkningen (gregorianska kalendern) är skottår de år som är jämnt delbara med 4, förutom de år som är jämnt delbara med 100, om de inte också är jämnt delbara med 400. Detta innebär till exempel att åren 1600 och 2000 (jämnt delbara med 4 och 100, men även med 400) är skottår men inte åren 1700, 1800 och 1900 (jämnt delbara med 4 och 100 men inte med 400).
Med hjälp av reglerna ovan blir antalet dygn 365 + 1/4 - 3/400 = 365,2425. Den gregorianska kalenderns år är alltså i genomsnitt  365,2425 dagar långt vilket är en mindre avvikelse från längden på det tropiska året på 365,2421875 dygn. Det innebär aningen för många skottdagar och en förskjutning av dagjämningar, solstånd och så vidare på 7 timmar, 26 minuter och 24 sekunder på 1 000 år, eller ett fel på 1 dygn efter cirka 3 000 år.
Det har föreslagits ytterligare korrektioner, till exempel att de år som är jämna tusental ej ska vara skottår om årtusendesiffran är jämnt delbar med 4, vilket skulle innebära att till exempel år 2000 skulle vara skottår men inte 4000 och 8000. En sådan regel skulle ge ett fel på ett dygn först efter 15 000 år. Genom att även utesluta som skottår millennieår ej jämnt delbara med 10 000 skulle felet ytterligare reduceras till ett dygn på 100 000 år. Hittills har detta enbart varit hypotetiska förslag, där det kan finnas anledning att beakta att det även finns vissa mindre variationer i det tropiska årets längd.

## Julianska kalendern
I den julianska kalendern lät man utan undantag alla år som var jämnt delbara med fyra vara skottår vilket ger ett år i medeltal 365,25 dagar långt. Jämfört med det tropiska året innebär det en förskjutning med en dag redan per 128 år. Ett misstag gjorde att de första årtiondena infördes skottår vart tredje år, vilket skapade tre skottår för mycket. För att kompensera beslöt kejsar Augustus att år 8 f.Kr, 4 f.Kr och 4 e.Kr inte skulle vara skottår.[källa behövs]
För närvarande skiljer sig dessa två kalendrar åt med 13 dagar och exempelvis den ortodoxa juldagen firad enligt julianska kalendern ("gammal stil") som infaller den 7 januari enligt allmänna tideräkningen kommer till följd av den extra skottdagen förskjutas ytterligare en dag i samband med sekelskiftet år 2100, det vill säga juldagen den 25 december år 2100 gammal stil kommer firas den 8 januari 2101 enligt den allmänna tideräkningen.

## Skottdagen

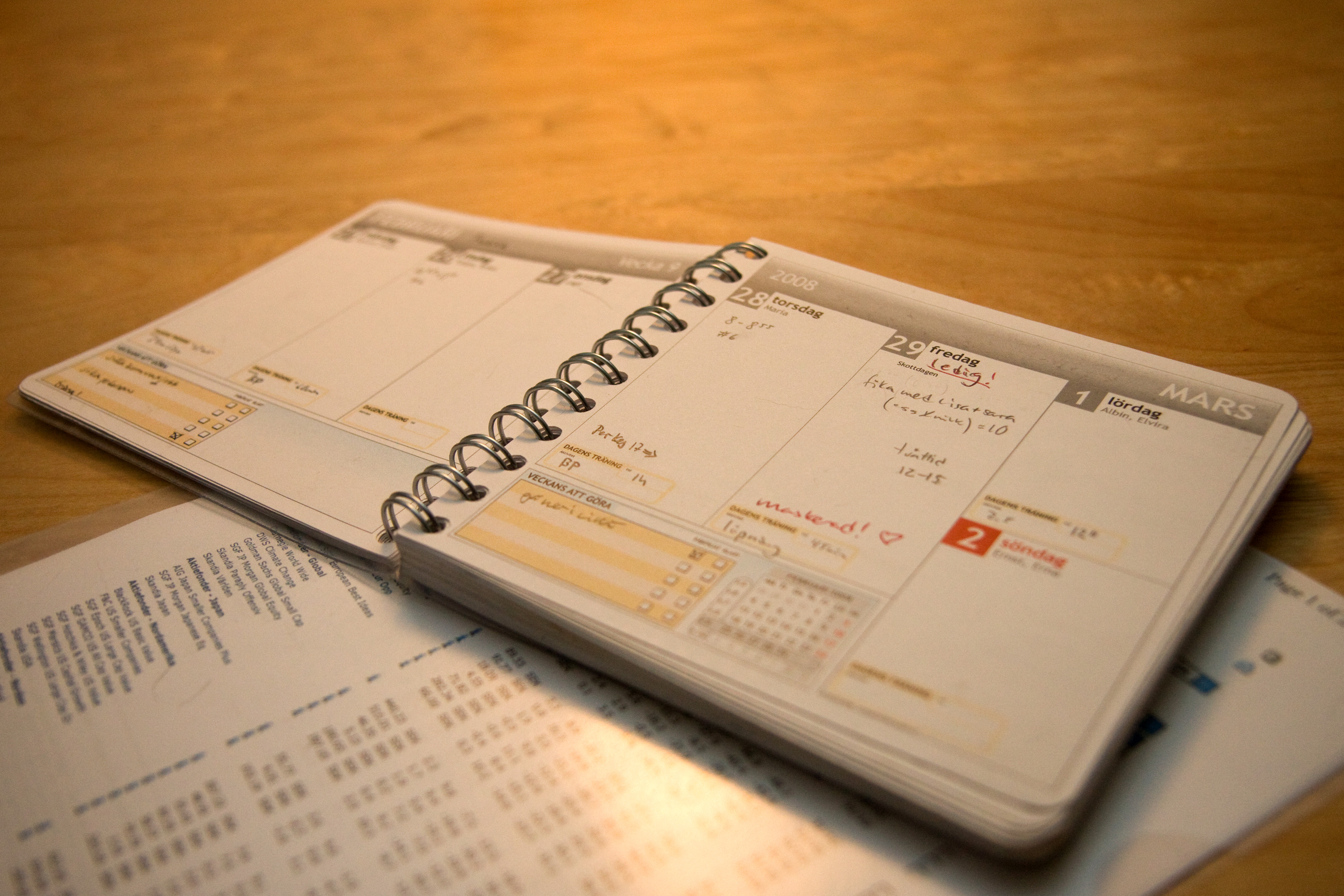
En kalender från 2008 med skottdagen uppslagen.

Skottdagen den 29 februari är den extra dag som inskjuts varje skottår. Fram till och med 1996 räknades i Finland och Sverige den 24 februari som skottdagen men sedan år 2000 infaller skottdagen den 29 februari, enligt ett beslut av Namnlängdskommittén år 1996 respektive Helsingfors universitet 1998.
Anledningen till att skottdagen ligger i slutet av februari snarare än vid slutet av året är att den gamla romerska kalendern, som användes av romarna innan Julius Caesar introducerade den julianska kalendern år 46 f.Kr., började med månaden mars. Skottdagen placerades alltså i anslutning till romarnas nyår. Spår av detta ser man ännu i namnen på månaderna september, oktober, november och december (som betyder sjunde, åttonde, nionde och tionde månaden).
Den romerska kalendern var också starkt påverkad av äldre månkalendrar och man benämnde exempelvis dagar efter månens faser: kalendae – nymåne (alltså upphovet till ordet kalender), nonae – första kvarteret och idus – fullmåne. Den första dagen i månaden benämndes "kalendae" (trots att detta inte stämde med månens verkliga fas) och exempelvis den 24 februari var ante diem sextum Kalendas Martias – sjätte dagen före kalendae i mars. (Romarna använde inklusiv räkning, det vill säga den dag som vi skulle kalla den femte dagen före första mars kallade romarna för den sjätte, eftersom startdatumet räknades med.) När man sedan i den julianska kalendern införde skottdagar, lade man till en "andra sjätte dag före kalendae", den så kallade bisextilis. Än i dag heter skottår på franska année bissextile. 
Varför man gjorde på detta sätt, och inte lade den precis före den 1 mars, är något oklart. En anledning kan vara att man var påverkad av tidigare grekiska månkalendrar där man hade 12 månader med lika lång längd – 30 dagar – och sedan lade man till 5 dagar i slutet på året som inte tillhörde någon månad, de så kallade Epagomenai (grekiska "de tillagda"), för att komma upp i 365 dagar totalt. Skottdagen kom då att bli en ny 6:e dag före de tidigare fem extradagarna. Andra har menat att det kunde vara fråga om talmystik.
Regeln att skottdagen ska ligga 6 dagar före första mars följdes även år 1712 då februari i den svenska kalendern hade 30 dagar, vilket innebar att skottdagen det året inföll den 25 februari. En andra skottdag, kallad tillökningsdagen, förlades till den 30 februari.
Inom EU beslutade man i slutet av 1990-talet att ändra den tidigare placeringen av skottdagen och i stället låta den 29 februari vara officiell skottdag med början år 2000. Även den romersk-katolska kyrkan räknar numera den 29 februari som skottdag.

## Skottår i traditionen
Enligt en gammal tradition påstås det ha varit tillåtet för kvinnor att fria till ungkarlar endast på skottdagen, på en del ställen under hela skottåret. Traditionen sägs gå att härleda till en legend från 400-talet från Irland om Irlands skyddshelgon Sankt Patrik och Brigid av Kildare, men det går inte att belägga sedvänjan längre tillbaka än till 1800-talet. Det fanns från medeltiden ända fram till 1800-talet en oskriven lag på de Brittiska öarna som sade att den man som avvisade en friarinna under ett skottår var tvungen att ge henne en kyss, samt ett silkeslinne eller ett par handskar.
Traditionen kom till Sverige på 1800-talet och från omkring 1900 och några årtionden framåt ordnade kvinnor skottårsbaler och soaréer. I folktron ansågs skottdagen vara en otursdag då man inte skulle utföra något viktigt arbete.

### Skottdagen i Finland
I Finland säger traditionen att den som avböjer en kvinnas frieri på skottdagen ska köpa ett kjoltyg, strumpor eller ett annat klädesplagg som ersättning. Traditionen kom till Finland under senare delen av 1800-talet och blev populär på 1900-talet. Då ordnades det skottårsbaler och såldes vykort med friartema. 
Bakgrunden till traditionen finns inte att finna i äldre folktro eller tidig kvinnofrigörelse, utan har utformats inom de högborgerliga kretsarna i Europa under 1700- och 1800-talen. Man såg här skottdagens potential i jakten på omväxling, underhållning och förströelse i samband med fester och maskerader.
Till den speciella skottdagen kopplades en för den tiden absurd tanke, att kvinnor skulle ta initiativ och agera självständigt i frågor som gällde deras egen framtid. I traditionen ingick tydligt att man inte behövde ta frieriet på allvar. Männen som råkat ut för ett frieri kunde lätt köpa sig fria och den gamla ordningen var återställd.
I det folkliga traditionsmaterialet från tiden kring 1900 finns inga belägg för kvinnors rätt att fria på skottdagen. I borgerliga kretsar levde däremot frieriskämten vidare under första hälften av 1900-talet. De var ett populärt tema vid fastlagsfester och ingick ofta i sketcher på föreningsfester av olika slag. Under 1930-talet och fram till 1960-talet var skottdagen också en stor danskväll på landsbygden.
Efter andra världskriget blev uppfattningen om kvinnornas skottdagsfrieri mer allmän tack vare spridning via massmedia. I 2000-talets samhälle uppmärksammas skottdagen inte privat och det finns ingen rekvisita knuten till dagen. Skottdagen har mest blivit en dag som man skämtar om i massmedier och sociala medier.
Det har även senare ordnats olika fester och jippon för ogifta män och kvinnor i Finland. I Lappträsk i Östra Nyland har det ordnats ett jippo på skottdagen där par som friat offentligt och registrerat sitt parförhållande fått en tomt av kommunen till halva priset.
I februari 1988 utropade sig staden Anthony i Texas, USA till "Världens skottårshuvudstad", och en internationell födelsedagsklubb för skottdagsbarn bildades där.

## Återkommande händelser som sammanfaller med skottår
Några återkommande händelser har kommit att förknippas med skottår på så sätt att de normalt arrangeras vart fjärde år och sammanfaller med just skottåren. I de flesta fall arrangeras de dock även vid sekelskiften som inte är skottår (år 1800, 1900, etc). 

### Politik
- Presidentval på Island (1952–)
- Andrakammarval i Sverige (1924–1968)
- Presidentval i USA (1788–) + åren 1800, 1900, 2100, 2200, 2300

### Sport
- Olympiska sommarspelen (1896–) + åren 1900, 2100, 2200
- Olympiska vinterspelen (1924–1992, därefter ändrades cykeln från 1994)
- Europamästerskapet i fotboll för herrar (1960–)